# Volta a Burgos de 2001
A XXIII Volta a Burgos disputou-se entre 20 e 24 de agosto de 2002 com um percurso de 782 km dividido em 5 etapas, com início em Burgos e final em Burgos. A prova pertenceu ao Ranking UCI, dentro da máxima categoria para voltas de várias etapas: 2.hc; justo por trás das Grandes Voltas.
Tomaram parte na carreira 18 equipas. As 4 equipas espanholas da Primeira Divisão (ONZE-Eroski, ibanesto.com, Euskaltel-Euskadi e Comunidade Valenciana-Kelme); e as 2 de Segunda Divisão (Relax-Fuenlabrada e Jazztel-Costa de Almería). Quanto a representação estrangeira, estiveram 12 equipas (Lotto-Adecco, Vlaanderen-T Interim, CSC Tiscali, Saeco-Longoni Sport, Team Deutsche Telekom, Team Coast, Domo-Farm Frites, Festina Watches, Mercatone Uno-Stream TV, Tacconi Sport-Vini Caldirola, Mapei-Quick Step e US Postal Service). Formando assim um pelotão de 141 ciclistas, com 8 corredores a cada equipa (excepto a CSC Tiscali, Team Deutsche Telekom e Team Coast que saíram com 7), dos que acabaram 121.
O ganhador final foi Juan Miguel Mercado (quem ademais fez-se com a etapa rainha). Acompanharam-lhe no pódio José Luis Rubiera e Eladio Jiménez respectivamente.
Nas classificações secundárias impuseram-se José Luis Rubiera (montanha), Óscar Freire (regularidade), José Antonio Garrido (metas volantes) e ibanesto.com (equipas).

## Etapas
| Etapa    | Data         | Percurso                                      | km  | Ganhador            | Líder               |
| -------- | ------------ | --------------------------------------------- | --- | ------------------- | ------------------- |
| 1ª etapa | 20 de agosto | Burgos-Aranda de Duero                        | 155 | Andrea Tafi         | Andrea Tafi         |
| 2ª etapa | 21 de agosto | Covarrubias-Lagoas de Neila                   | 172 | Juan Miguel Mercado | Juan Miguel Mercado |
| 3ª etapa | 22 de agosto | Briviesca-Miranda de Ebro (San Juan do Monte) | 18  | Carlos Sastre       | Juan Miguel Mercado |
| 4ª etapa | 23 de agosto | Oña-Medina de Pomar                           | 165 | Massimo Apollonio   | Juan Miguel Mercado |
| 5ª etapa | 24 de agosto | Melgar de Fernamental-Burgos                  | 172 | Óscar Freire        | Juan Miguel Mercado |

## Classificações finais
| \| 1. \| Juan Miguel Mercado \| 18h 50' 04" \| \| 2. \| José Luis Rubiera \| + 17" \| \| 3. \| Eladio Jiménez \| + 18" \| \| 4. \| Óscar Sevilla \| + 25" \| \| 5. \| Fernando Escartín \| + 50" \| \| 6. \| Levi Leipheimer \| + 57" \| \| 7. \| Félix Cárdenas \| + 1' 07" \| \| 8. \| Félix Manuel García \| + 1' 17" \| \| 9. \| Carlos Sastre \| + 1' 22" \| \| 10. \| Gerhard Trampusch \| + 1' 29" \| |                     |             |
| 1. | Juan Miguel Mercado | 18h 50' 04" |
| 2. | José Luis Rubiera   | + 17"       |
| 3. | Eladio Jiménez      | + 18"       |
| 4. | Óscar Sevilla       | + 25"       |
| 5. | Fernando Escartín   | + 50"       |
| 6. | Levi Leipheimer     | + 57"       |
| 7. | Félix Cárdenas      | + 1' 07"    |
| 8. | Félix Manuel García | + 1' 17"    |
| 9. | Carlos Sastre       | + 1' 22"    |
| 10. | Gerhard Trampusch   | + 1' 29"    |

| \| 1. \| José Luis Rubiera \| 39 p. \| \| 2. \| Juan Miguel Mercado \| 33 p. \| \| 3. \| Francisco Cerezo \| 28 p. \| |                     |       |
| 1. | José Luis Rubiera   | 39 p. |
| 2. | Juan Miguel Mercado | 33 p. |
| 3. | Francisco Cerezo    | 28 p. |

| \| 1. \| Óscar Freire \| 47 p. \| \| 2. \| Juan Miguel Mercado \| 35 p. \| \| 3. \| Massimo Apollonio \| 35 p. \| |                     |       |
| 1. | Óscar Freire        | 47 p. |
| 2. | Juan Miguel Mercado | 35 p. |
| 3. | Massimo Apollonio   | 35 p. |

| \| 1. \| José Antonio Garrido \| 12 p. \| \| 2. \| Elio Aggiano \| 10 p. \| \| 3. \| Fabio Roscioli \| 8 p. \| |                      |       |
| 1. | José Antonio Garrido | 12 p. |
| 2. | Elio Aggiano         | 10 p. |
| 3. | Fabio Roscioli       | 8 p.  |

| \| 1. \| ibanesto.com \| 56h 34' 03" \| \| 2. \| Comunidade Valenciana-Kelme \| + 45" \| \| 3. \| Deutsche Telekom \| + 2' 30" \| |                             |             |
| 1. | ibanesto.com                | 56h 34' 03" |
| 2. | Comunidade Valenciana-Kelme | + 45"       |
| 3. | Deutsche Telekom            | + 2' 30"    |